# Ristedter Ölpott
Das Landschaftsschutzgebiet Ristedter Ölpott liegt auf dem Gebiet der Stadt Syke im niedersächsischen Landkreis Diepholz.
Das dreizehn Hektar große Gebiet, das im Jahr 1939 unter Schutz gestellt wurde, erstreckt sich zwischen Melchiorshausen, einem Ortsteil der Gemeinde Weyhe im Nordosten, und dem Syker Stadtteil Ristedt im Süden. Am östlichen und nordöstlichen Rand des Gebietes fließt der Gänsebach.